# Свердленко Зінаїда Панасівна
Зінаїда Панасівна Свердленко (нар. 21 квітня 1935, село Регерський, тепер село Садове Лозівського району Харківської області) — українська радянська діячка, завідувач молочнотоварної ферми колгоспу імені Леніна Лозівського району Харківської області. Депутат Верховної Ради СРСР 9-го скликання.

## Біографія
Народилася в селянській родині. Освіта середня спеціальна: закінчила зоотехнічний технікум.
У 1954—1967 роках — колгоспниця, доярка колгоспу імені Леніна села Садове Лозівського району Харківської області.
Член КПРС з 1960 року.
З 1967 року — завідувач першої молочнотоварної ферми колгоспу імені Леніна села Садове Лозівського району Харківської області.
Потім — на пенсії в селі Садове Лозівського району Харківської області.

## Нагороди
- орден Леніна
- орден Жовтневої Революції
- орден «Знак Пошани»
- медаль «За доблесну працю. В ознаменування 100-річчя з дня народження Володимира Ілліча Леніна» (1970)
- медалі